# Tetrix rectimargina
Tetrix rectimargina är en insektsart som beskrevs av Zheng, Z. och Jiang 2004. Tetrix rectimargina ingår i släktet Tetrix och familjen torngräshoppor. Inga underarter finns listade i Catalogue of Life.